# Larry Steele
Larry Nelson Steele (né le 5 mai 1949 à Greencastle dans l'Indiana) est un ancien joueur américain de basket-ball, aux Trail Blazers de Portland qui remporta le titre de champion en 1977.
Steele grandit à Bainbridge dans l'Indiana et effectue sa carrière universitaire aux Wildcats du Kentucky, entraînés par Adolph Rupp. Il est sélectionné par les Trail Blazers lors de la Draft 1971 de la NBA, au 3e tour (37e rang) et y joue l'intégralité de sa carrière (prenant sa retraite à l'issue de la saison 1979-1980). Steele est le meilleur intercepteur de la NBA lors de la saison 1973-1974 — la première saison où les interceptions sont comptabilisées par la ligue. Le 16 novembre 1974, contre les Lakers, il frôle le quadruple-double      12 points, 11 rebonds, 9 passes et 10 interceptions ;
Il fait partie de l'équipe championne en 1977 (étant titulaire à neuf reprises).
Son maillot numéro 15 est retiré par l'équipe le 11 octobre 1981.
Steele devient par la suite commentateur pour CBS et entraîneur de l'université de Portland. Il dirige un camp de basket-ball à Vernonia, Oregon.

## Pour approfondir
- Liste des meilleurs intercepteurs en NBA par saison.
- Liste des joueurs de NBA avec 9 interceptions et plus sur un match.